# Бріґітта Шерценфельдт

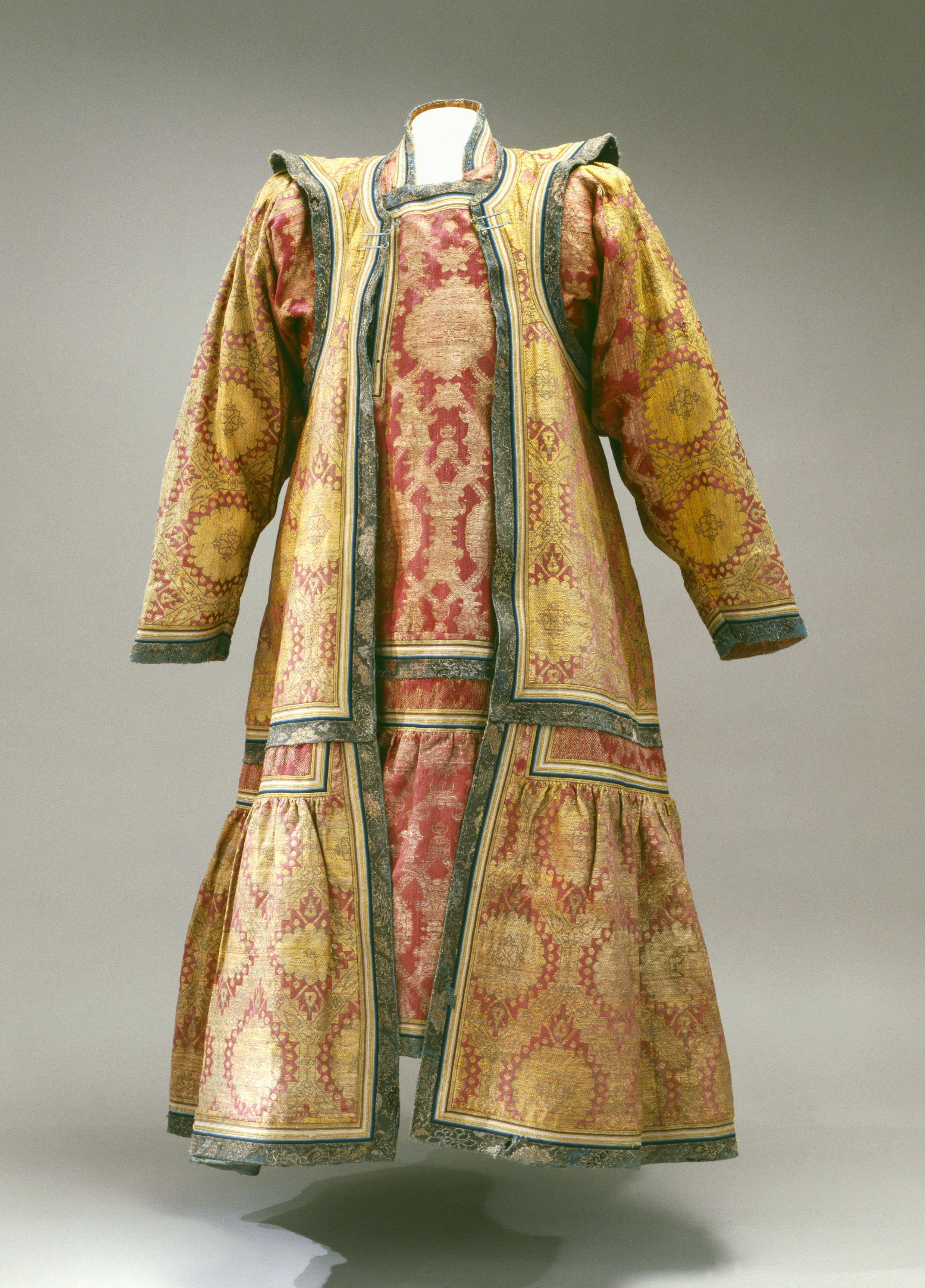
Джунгарський костюм Бріґітти Шерценфельдт у Ліврусткаммарені

Бріґітта Христина Шерценфельдт, одружена з Берновим, Ліндстремом, Зімсом та Ренатом (швед. Brigitta Scherzenfeldt; 1684 — 4 квітня 1736) — шведська мемуаристка та вчителька ткацтва, захоплена в полон під час Північної війни, що понад 15 років прожила як рабиня у Джунгарському ханстві в Центральній Азії. Після звільнення вона надиктувала свої мемуари про життя рабині. Її розповідь вважається унікальним джерелом інформації про життя джунгарів.

## Раннє життя
Народилася в садибі Бечкаског у Сканії у Швеції в родині знатного лейтенанта Кнута Шерценфельдта та Бріґітти Транандер. 1699 року взяла шлюб із військовим офіцером Матсом Берновим з лейб-гвардії та 1700 року пішла за ним на війну. Вона переважно жила в Ризі, а коли 1703 року її чоловік помер у Торні, вона одружилася з військовим офіцером Йоганом Ліндстремом.
Після Нарвської битви їх обох відправили до Москви як полонених, де 1711 року вона овдовіла. 1712 року Бріґітта вступила в шлюб з лейтенантом Міхаелем Зімсом, німцем, якого московити взяли в полон під час служби у шведській армії; згодом їх обох депортували до Тобольська в Сибіру.
Щоб здобути свободу, Зімс, який був німецьким найманцем, а не шведським підданим, 1715 року вступив на службу до московської армії. У 1716 році Зімс був у складі підкріплення, відправленого губернатором Матвієм Гагаріним гарнізону Івана Бухольца на озері Ярмин, що над річкою Іртиш. Частиною цього конвою була Брігітта Шерценфельдт, а також кілька інших шведів та німців, які перебували на московській службі. У той же час гарнізон був атакований і захоплений джунгарами, які також зустріли і розгромили конвой, вбивши при цьому Міхаеля Зімса.

## Рабство
Брігітту Шерценфельдт схопили, катували залізом і мотузками, роздягли і ледь не зґвалтували, але вона захищалася з такою силою, що відірвала шматок плоті від ноги нападника. Тоді нападник хотів її вбити, але його зупинив товариш, і її разом з іншими вцілілими відвезли голою до ханства в Ілі та представили особисто хану Цеван Рабдану.
Хан з цікавістю запитав її, чому вона так сильно опиралася спробі зґвалтування, і коли вона розповіла йому про звичаї своєї країни, він наказав, щоб у майбутньому проти неї ніколи чинили сексуального насильства. Потім хан подарував її одній зі своїх дружин, принцесі з Тибету, яка дала Шерценфельдт одяг. Історія про спробу зґвалтування не згадується в її офіційній версії, але була розказана нею англійці, місіс Вігор, кілька років потому в Москві.
Брігітта Шерценфельдт стала вчителькою ткацтва та в'язання, і невдовзі її цінували за знання цих ремесел та гарні манери; її призначили вчителькою в'язання улюбленої дочки хана, принцеси Сесон, і невдовзі її почали вважати радше фрейліною, ніж рабинею. Протягом двох років вона була офіційною представницею покупок з посагу принцеси в повіті Яркент у Сіньцзяні, Китай, де вона була першою шведкою до 1890-х років.
Вона також активно займалася покращенням життя інших рабів, що належали джунгарам. Серед них був швед на ім'я Юган Густаф Ренат (народився 1682 року в Стокгольмі), син голландських єврейських іммігрантів, які прийняли християнство, ставши шведськими підданими 1681 року. Рената взяли в полон під Полтавою під час служби у шведській армії. Згодом, щоб уникнути полону в Сибіру, він вступив до московської армії. Ренат був захоплений джунгарами, у яких став учителем виготовлення гармат та книгодрукування. Він очолив атаку під час битви проти імперії Цін, а також виготовив деякі ткацькі верстати для майстерень Шерценфельдт.
Принцеса Сесон хотіла, щоб Шерценфельдт поїхала з нею, коли вона мала одружитись із ханом волзьких калмиків, але вона відмовилася, оскільки боялася, що якщо це зробить, то більше ніколи не побачить Швецію. Натомість вона симулювала шлюб з Ренатом (шлюб насправді так і не відбувся) та покинула двір принцеси.
Невдовзі після цього, у 1727 році, хан Цеван Рабдан помер. Принцесу, її матір і всіх, хто належали до її двору, звинуватили в тому, що вони отруїли його, щоб посадити на трон брата Сесона; вони зізналися, були катовані і страчені.
Шерценфельдт була об'єктом багатьох підозр та інтриг, але вижила завдяки розуму та великій обережності. Їй вдалося переконати нового хана погодитися на її вимогу звільнити 18 шведських та 143 московських рабів. Пізніше вона допомагала іншому монгольському хану планувати його військові кампанії проти Цін.

## Звільнення
1733 року Шерценфельдт і Ренат покинули Середню Азію в супроводі московського посла та 20 калмицьких або джунгарських рабів, яких їм було передано після від'їзду; шістьох з них згодом утримували московити, але кілька інших померли, не прибувши до Москви.
Їм дозволили виїхати лише для того, щоб відвідати рідну країну, і вони мусили повернутися. У Москві вона розповіла англійці, пані Вігор, дещо про свій досвід, який Вігор опублікувала у книзі про Московію.
Коли ті, хто вижили, 1734 року прибули до Стокгольма, троє калмичок, що залишилися (Алтан, Ямакіс та Зара), були охрещені в лютеранській протестантській церкві та стали Анною Катаріною, Марією Стіною та Сарою Гретою; потім вони стали служницями в домі Рената. Вона написала власні мемуари про свій досвід.
Брігітта Шерценфельдт померла у Стокгольмі 1736 року. Її джунгарський костюм з червоного шовку зараз виставлений у Ліврусткаммарені у Стокгольмі.

## Медіа
- Вона з'являється в російському фільмі під назвою «Підкорення Сибіру», але сюжет повністю спотворює її історію.[30]